# Llança
|  | No s'ha de confondre amb Llançà. |

|  | Aquest article tracta sobre Llança com a arma. Vegeu-ne altres significats a «Llança (extinció d'incendis)». |

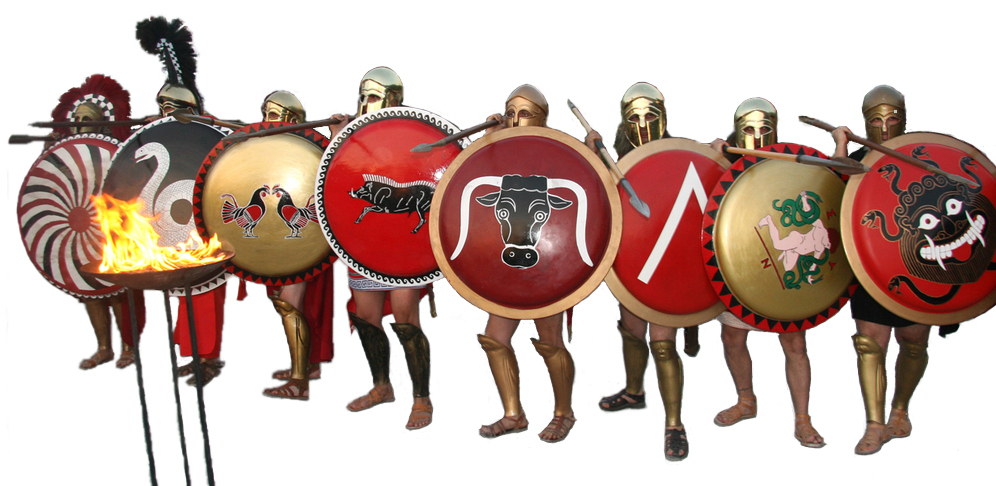
Recreació d'una formació hoplita

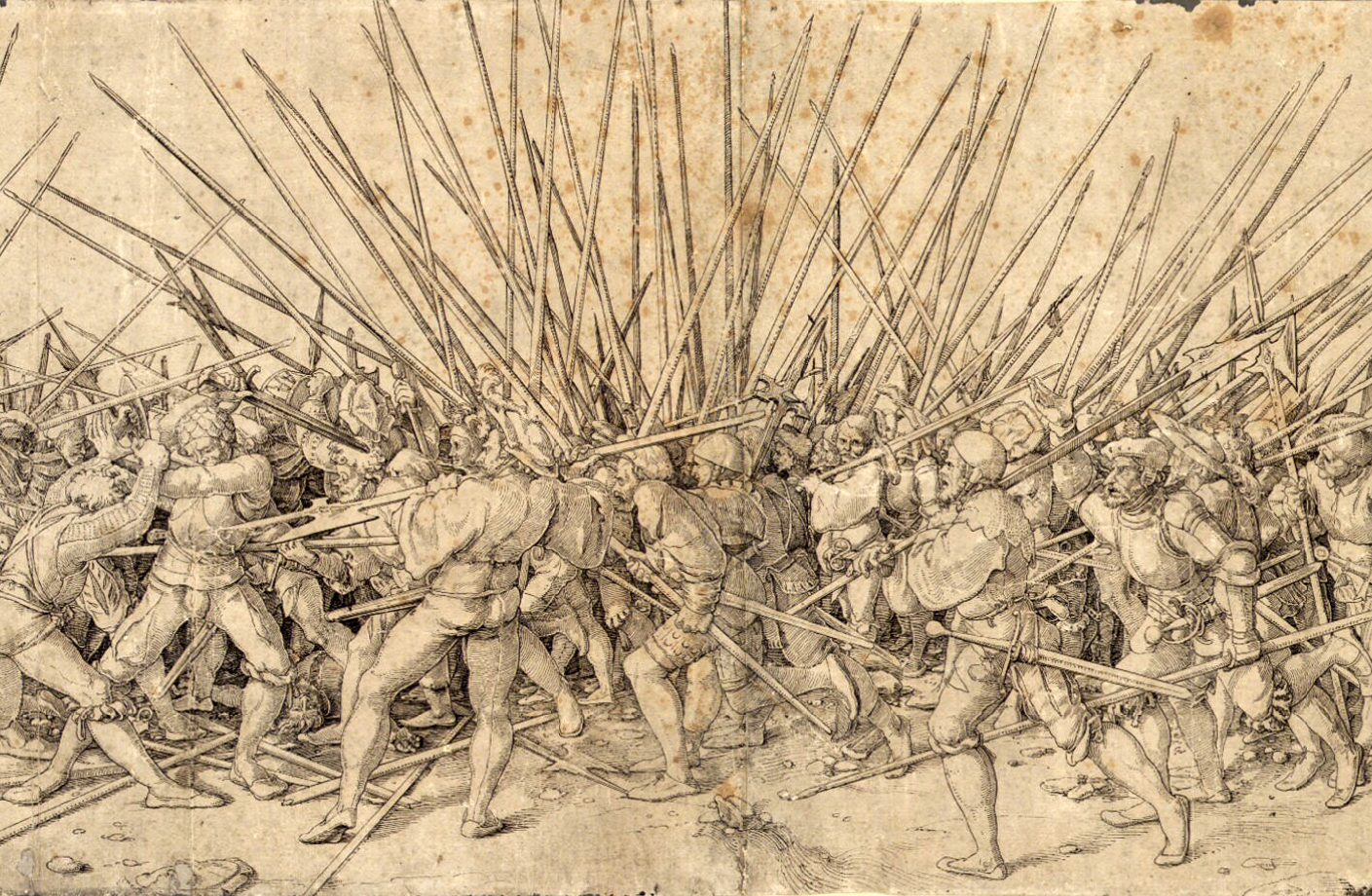
Batalla cos a cos amb llances. Gravat de Hans Holbein el Jove (Museu Albertina, Viena).

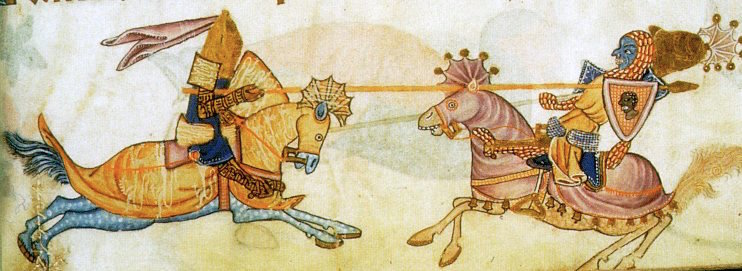
Saladí contra Ricard Cor de Lleó.

Una llança és una arma composta d'una asta (pal de fusta, canya o metall) que té a la seva extremitat un relló (fulla esmolada o punxeguda). Va ser una de les primeres armes de l'home prehistòric, amb evidències del seu ús fa 400.000 anys i un estudi de 2012 sobre les Llances de Schöningen suggereix que l'Homo heidelbergensis podria haver desenvolupat la tecnologia fa 500.000 anys. La fusta no es conserva bé i Craig Stanford, primatòleg i professor d'anthropologia a la University of Southern California, ha suggerit que el descobriment de l'ús de la llança per ximpanzés indica que probablement els primers humans també n'usarien, potser fa cinc milions d'anys, i ha acompanyat els guerrers al llarg de tota la història de la humanitat.
Els grans guerrers i militars deien que era "l'arma reina de les batalles", per sobre de les altres, arran del seu baix cost de fabricació, la facilitat d'ús a peu o a cavall, la seva llargada (fins i tot es podia llançar) i la potència de punxada i cop, gràcies al llarg braç. S'usava també en els torneigs o les justes medievals.

## Parts d'una llança
Una llança típica constava de les tres parts següents:
- una asta, típicament de fusta de freixe, corneller mascle o altres fustes dures.
  - les astes orientals (Xina, Índia, Japó) solien ser de canya de bambú
  - les astes de les llances emprades per molts nadius de Sud-amèrica eren de canya coligüe, una mena de canya de bambú. Els exèrcits d'Argentina, Xile i altres usaren models de llança oficials amb asta de coligüe. També a Espanya hi hagué un model de llança homologat amb asta d'aqueixa canya.
- el ferro, ferrussa, punta o relló; normalment d'acer, ben punxegut i esmolat, i disposat a l'extrem davanter de l'asta (ferro generalment unit amb molta solidesa a l'asta)
- un aristol, a l'extrem oposat al ferro; d'acer o de metall i en forma de punxa; permetia clavar o fixar la llança a terra i, si calia, usar-la de forma ofensiva, punxant l'enemic.

### Altres materials

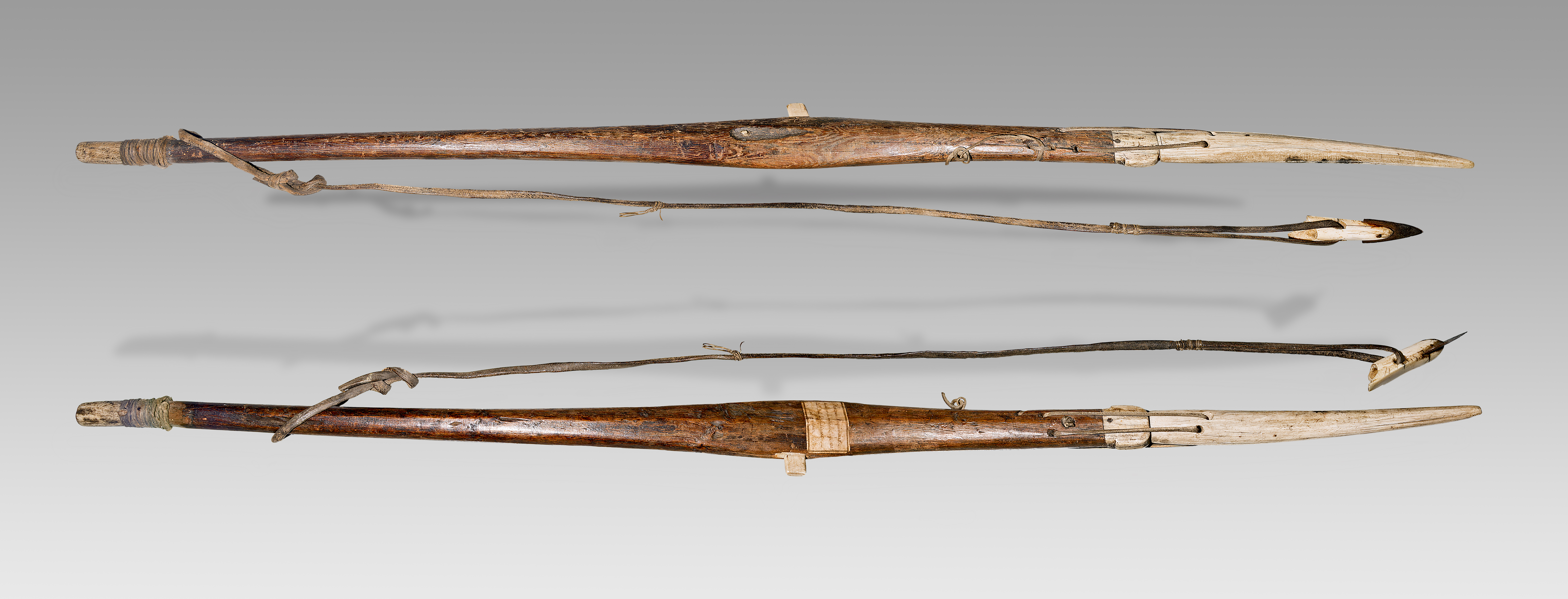
Arpons inuit: Unaaq. Museu de Tolosa

- En la descripció per part de Heròdot de l'exèrcit de Xerxes es comenten les llances dels etíops “ amb una banya punxeguda de gasela per punta”.[5]
- Els inuit fabricaven llances amb punta d'ullal de narval.[6]
- Segons Gonzalo Fernández de Oviedo y Valdés els indígenes de Cueba (a l'istme de Panamà) usaven llances de fusta de jagua amb punta de fusta dura de palma, espines de peix o ossos punxeguts.[7]
- A Papua-Nova Guinea hi ha exemples de lances amb punta d'obsidiana.[8]
- Llances amb punta de fusta dura, obsidiana i fiblons de la cua de manta foren documentades a les illes Salomon alemanyes.[9]
- Ganivets de jade (nefrita) i puntes de llança de jaspi vermell són esmentats entre els nadius americans de New Brunswick.[10][11]
- Llances amb punta de nefrita dels maoris.[12]
- Llança-sarbatana de les illes Palau descrita per Antonio Pigafetta: ”Armas. — Tienen cerbatanas y gruesas flechas de madera de un palmo de largo y con arponcillo; en otras la punta es una espina de pescado, y en otras de caña envenenada con cierta yerba; el contrapeso no es de plumas, sino de una madera muy blanda y ligera. En la punta de las cerbatanas sujetan un hierro, y cuando se les acaban las flechas la usan como lanza”.[13][14]

## Variants i terminologia

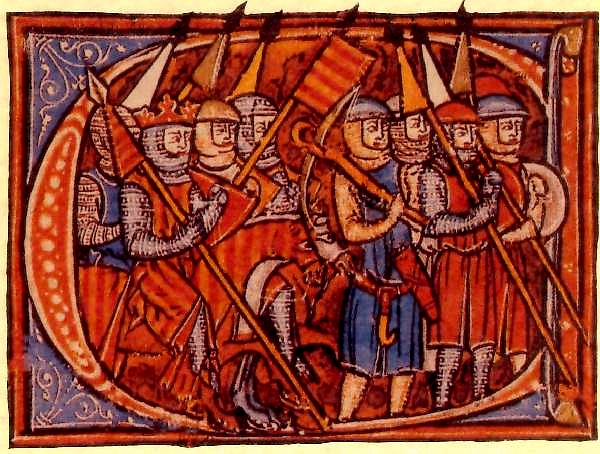
Caplletra C de l'obra jurídica Vidal Mayor, redactada pel bisbe d'Osca Vidal de Canyelles entre 1247 i 1252 per manament del rei Jaume el Conqueridor. La caplletra està il·luminada amb una miniatura en què es representa la mateixa persona del rei lluint en la sobrecota, en el guió triangular de la llança, i en les gualdrapes del cavall la senyera reial.

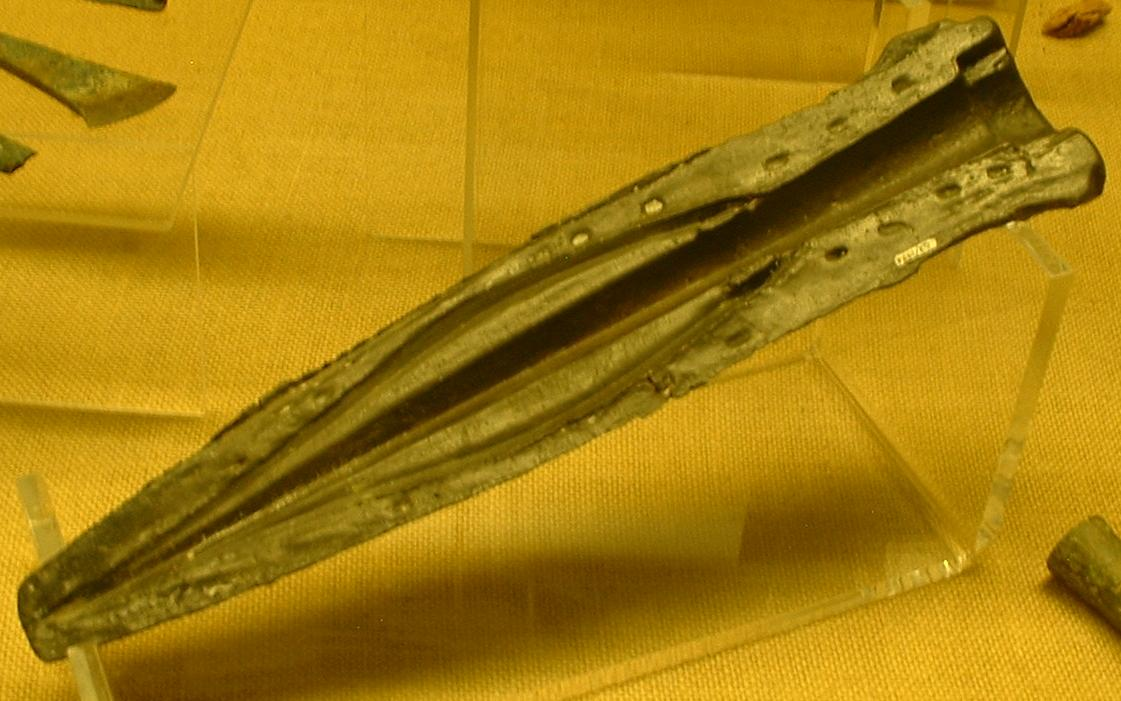
Meitat d'un motlle per a colar puntes de llança de bronze. Datat entre 1400-1000 aC.

### Tipus de llança
Alguns tipus de llança o armes semblants genèriques són els següents:
- Ascona - dard o espècie de llança curta que es llençava per ferir a distància. Prové de la paraula èuscara azkon (‘sageta’).[15]
- Atzagaia, arma llancívola, més lleugera i curta que la llança,[16] usada als temps medievals, també s'usa en arqueologia per a designar l'arma prehistòrica d'aquestes característiques, o només l'extrem agusat d'aquesta.[17] En el sentit de llança prehistòrica o arma més curta que la llança, seria l'equivalent de la paraula anglesa spear, l'alemanya Speer, etc. La paraula prové del s. XIII, de l'amazic az-zagâya.[18]
- Javelina - dard llarg i prim. En temps moderns s'usa per a fer esport.
- Dard - una llança més curta i lleugera, arma llancívola típica dels almogàvers, per exemple. Aquesta paraula també té l'accepció de sageta.

### Altres models
- Alabarda
- Dory
- Pica
- Romanyola. Llança curta d'entre 2 i 3 metres. Les llances llargues podien tenir fins a 4 metres.
- Sarissa

En la iconografia és l'atribut de Sant Longí, Sant Jordi i Odín.

### Terminologia associada
- Dard embagat. Baga. Amentum.[19]
- Gosset.[20][21]
  - Gocete, en castellà.[22]
  - Agrappe, en francès; grate, en anglès.[23][24]
- Engossar.[25]

| «                            | “… e lo caualler feu la via del Amorat e l' Amorat qui viu que la sua via feya, tirali vna fletxa e après vna altra e lo caualler prehaua li ho poch, feu la sua via ab la lança angossada e donali tal colp ab lo poder del cauall que la dargua e vnes cuyraces quel Amorat tenia tot ho passa e li mes lo ferro de la lança per lo costat bons .iiij. dits e gital molt malament nafrat en terra com a mort, però encare no mori de tot”. | » |
| — Història de Jacob Xalabín. | |   |

- Gonfanó.
- Guió.[26]
- Penó.[27]
- Plomall.[28]
- Propulsor
- Rest.[29][30]

## Usos de la llança

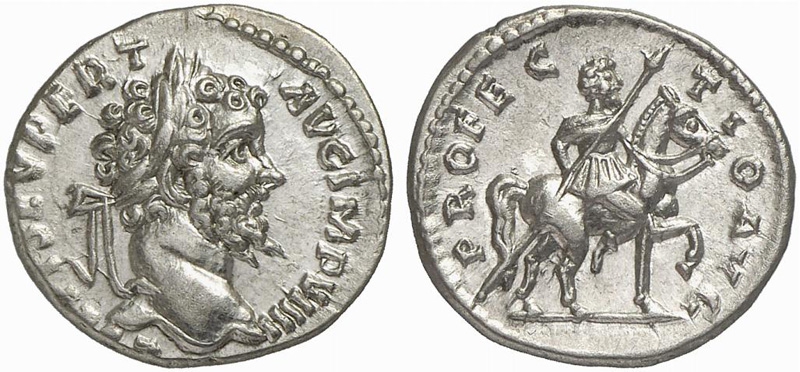
Cavaller amb llança. Denari de Septimi Sever (c 200dC).

Les llances i altres armes semblants han estat emprades al llarg del temps per a dues activitats principals: la caça i la guerra.

### La caça i la pesca
Des de la prehistòria hi ha proves de l'ús de llances per a caçar. També hi ha exemples de poblacions humanes que empraven llances normals o modificades en fitores per a la pesca.
- Una de les activitats preferides de Giuseppe Garibaldi a Caprera era la pesca amb fitora[35]

### Usos militars
Les llances com a armes militars poden ser estudiades en combats terrestres i en combats navals. Pel que fa a les lluites en terra ferma cal considerar les llances dels guerrers a peu (infants) i les llances dels guerrers a cavall.
En els combats navals, un cop s'arribava a lluitar cos a cos i encara abans (en combats a curta distància), les llances tingueren un paper important durant segles.
- Exemple de 1354. En les «Ordinacions sobre lo fet de la mar» de Bernat de Cabrera, el capítol XXXI indica la gent d'armes i les armes que ha de dur una galera:
  - Tripulació: Patró, Còmit, Sota-Còmit, 8 notxers (un que sigui Escrivà), 30 ballesters, 8 proers, 6 cruïllers, 6 aliers, 6 espatllers, 156 remers.
  - Armes: 400 llances, 1000 dards, 5000 viratons, 30 romanyoles, 6 ronçoles, 10 destrals, 6 dalls, 120 pavesos, 100 cuirasses fornides.[36]

#### Armes de git i d'escomesa
Un aspecte important que cal recordar és la possibilitat d'usar la llança com a arma de git (llançant-la contra l'adversari) o com a arma manual. Les dues possibilitats ofereixen prestacions diferents i exigeixen tècniques especials que els soldats i els seus comandaments han de conèixer.

#### Combats individuals o en formació
Els combats singulars de dos guerrers armats amb llança, a peu o a cavall, són prou coneguts i evidents. En molts casos històrics els guerrers eren de cultures diferents i les llances també ho eren (això com cavalls, armes defensives i altres). També hi ha molts casos de combats singulars amb armes iguals.
En el cas de batalles o combats entre unitats nombroses és possible distingir entre la lluita caòtica i la lluita en formació.

#### Les armes defensives
Les primeres lluites amb llança entre humans es degueren produir sense armes defensives. La posterior aparició d'escuts i cuirasses determinaren una modificació en la lluita i en les pròpies llances.
- Un guerrer amb llança i escut només pot manegar la llança amb una mà. L'escut protegeix però dificulta les maniobres defensives i ofensives.
  - Els almogàvers no usaven escut ni, pràcticament, armes defensives.
- Les defenses dels cavalls es poden resumir en tres tipus: cavalls genets (sense defensa), cavalls alforrats (defenses lleugeres) i cavalls armats (defenses importants: lloriga i testera).

#### Guerrers amb llança a peu i a cavall
Les nombroses variants històriques de llancers d'infanteria i de cavalleria són impossibles de resumir. És important, en cada cas, considerar tots els aspectes. A més de la llança, les armes defensives i, si s'escau, el cavall.

## Unitats militars
Les llances militars han estat associades a diverses unitats de soldats que els responsables del comandament definien i feien maniobrar segons les seves capacitats: la de les tropes i la dels comandants. Si més no idealment, una unitat militar estava formada per guerrers armats (defensivament i ofensiva) amb una certa uniformitat. A diferència del combat individual, la lluita entre unitats enemigues ha de tenir en compte molts factors. El seu ús hauria de respondre a criteris basats en aspectes bàsics: capacitat defensiva, capacitat ofensiva, velocitat de desplaçament, formacions d'atac i de defensa, ...

### Infanteria
Hi ha hagut diverses formacions famoses al llarg dels temps: la falange sumèria, la falange macedònica i grega, la falange romana, la legió romana,... Les falanges anaven associades a guerrers amb armes defensives (escut, casc, cuirassa, canelleres) i ofensives (llança llarga).
La legió romana basava la seva formació en armes de git (pilum) i armes d'escomesa manual, predominant les primeres.

### Cavalleria

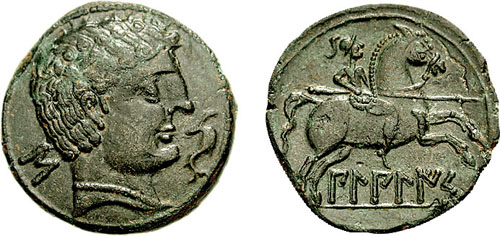
Llancer iber a cavall. Moneda de Bílbilis. Segle II-I aC.

Els soldats perses a cavall portaven dues llances curtes. Xenofont proposava el mateix per a la cavalleria grega.
La cavalleria romana no tingué mai un pes decisiu en les batalles. Les seves unitats solien ser reclutades entre els pobles no romans: ibers, celtes, ... Hi ha representacions de soldats ibers a cavall armats amb lances llargues. Els cavallers lusitans usaven llances curtes.

#### Època medieval i posterior, fins a l'ús de les armes de foc
En època medieval la cavalleria armada amb llances tingué un paper decisiu en les batalles. Amb poques excepcions com la dels almogàvers.
El terme llança indicava diverses unitats de cavalleria:
- A Castella, “una lanza castellana” indicava un cavaller armat ; mentre que “una lanza fornida” indicava el conjunt format per un cavaller armat i els seus ajudants, a peu i a cavall.[37]
- A França “une lance fournie” podia constar de fins a vuit o nou guerrers: cavaller, escuder, arquers, ...[38][39]
- A Catalunya, en època del Magnànim, una llança indicava tres persones: un cavaller pesant armat, un pillart amb llança i rossí, i un patge.[40]

## Fabricació de les llances
En cada època i per a cada varietat de llança hi havia artesans, més o menys especialitzats, que les fabricaven.
A Catalunya els menestrals llancers formaven un únic gremi amb els espasers, en una confraria sota la advocació de Sant Pau. Ambdós oficis compartien tècniques semblants però prou especialitzades per a requerir exàmens de capacitació diferents. Aquesta diferència està documentada des de l'any 1480. Un altre document de l'any 1567 indica les peces que havien de presentar els candidats per a ser aprovats mestres en l'ofici. Són les següents: “un llançó guarnit y una llança gineta de cavall guarnida ab cuento de beyna, y més un bordó de romeu, y una llança de justa, y una vara del Sanct Offici, y un bastó de batlle, y una verga de porter real, y una vara per confraries...”.

## Cronologia de la llança

### Resum tecnològic

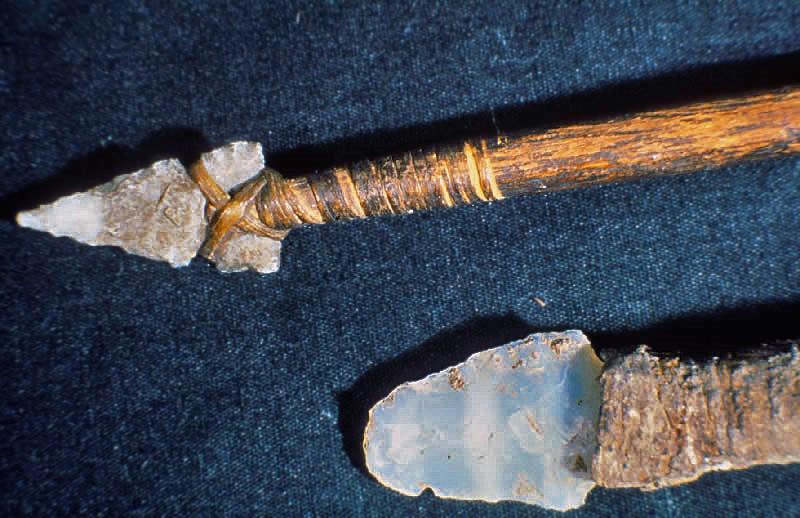
Punta de llança i ganivet. Mesa Verde National Park. Colorado (USA)

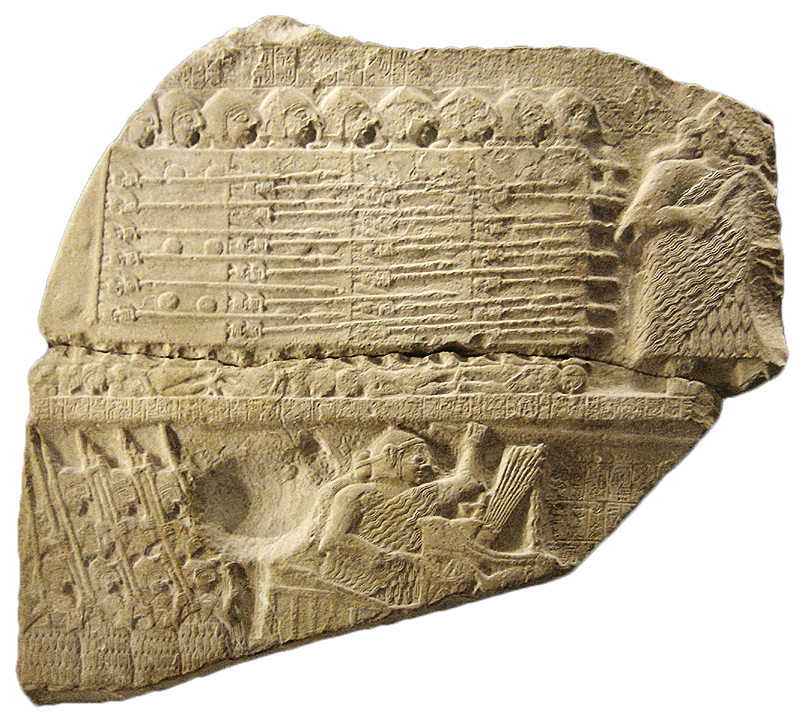
Estela dels voltors. Fragment representant una falange sumeria, c.2450 aC

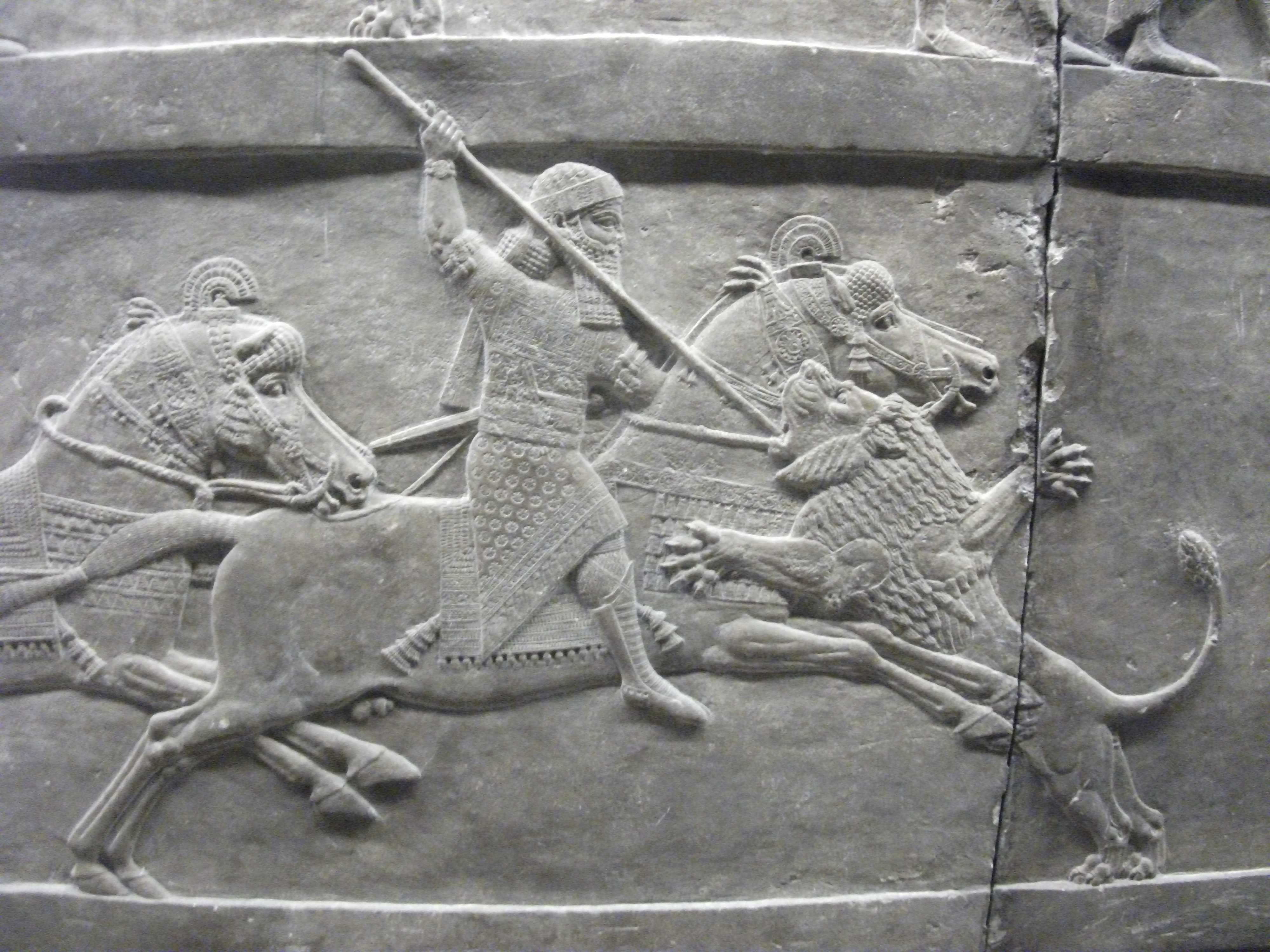
Assurbanipal caçant un lleó, muntat a cavall i amb una llança. Prop del 620 aC

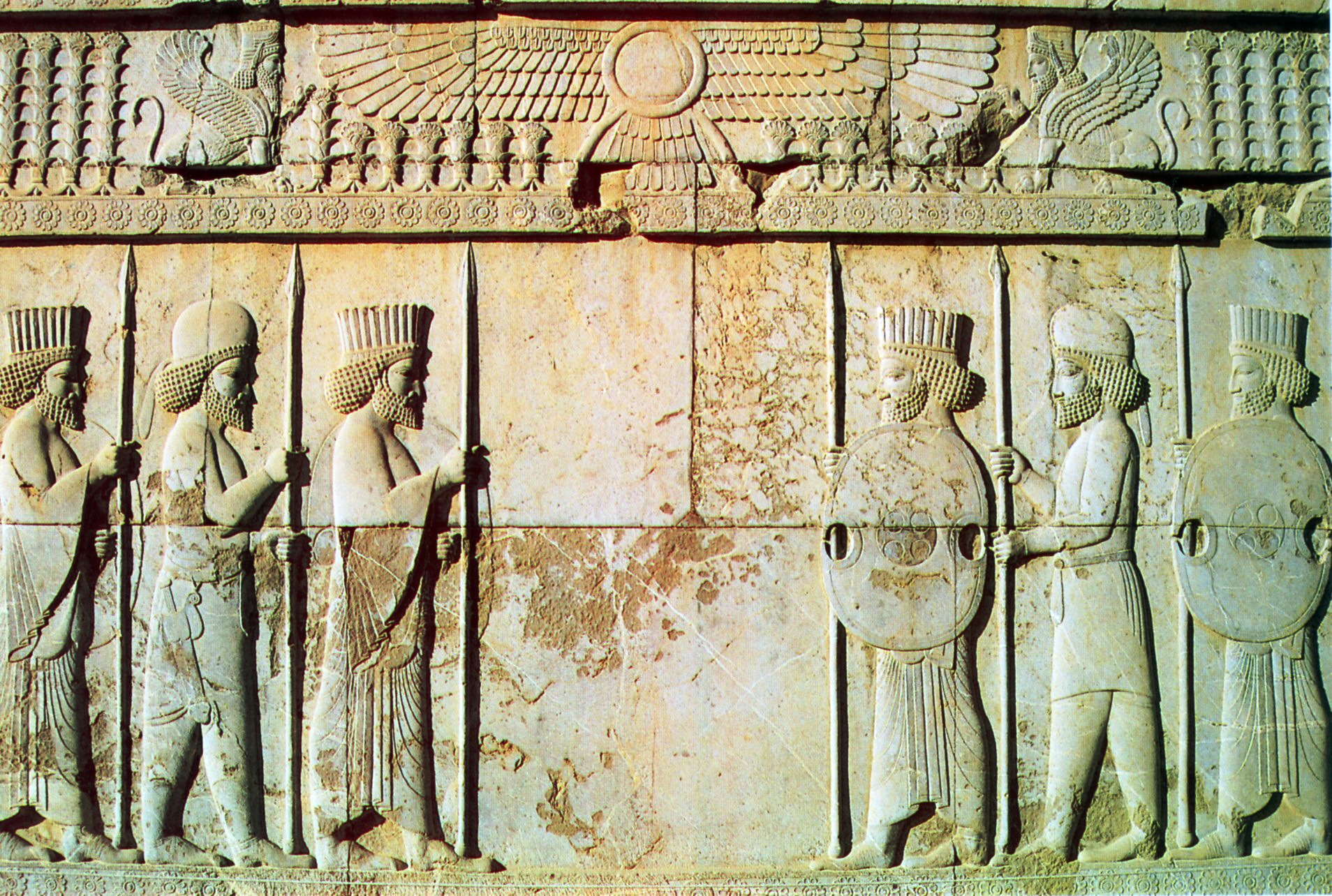
Palau de Persepolis. Baix-relleu del segle V aC mostrant arquers perses i soldats medes amb vestits tradicionals (Els medes porten barrets rodons i botes)

Una manera de simplificar i abreujar les diverses èpoques de la llança és considerar els aspectes tècnics: materials i manufactura. Així, des de més antic fins a més modern, es poden considerar els models de llança següents:
- Llances només de fusta o canya
- Llances de fusta amb punta endurida al foc.[42]
- Llances de fusta amb punta de pedra tallada (i lligada a l'asta).[43][44][45]
- Llances de fusta amb punta de pedra polida
- Llances de fusta amb punta de bronze
- Llances de fusta amb punta de ferro
- Llances “modernes” (a partir del 1500)
- Llances “industrials” (1900-1945)

### Homo heidelbergensis
Les "Llances de Schöningen" (en alemany Schöninger Speere) són una col·lecció de vuit llances de fusta, recollides entre 1995 i 1998 en una superfície minera en Schöningen, Alemanya. En termes arqueològics, aquestes llances són els exemples coneguts més antics d'armes fabricades per membres del gènere Homo.
D'acord amb algunes fonts, tenen al voltant d'uns 400.000 anys i estan relacionades amb restes de mamífers caçats.

### Neandertals
Els neandertals estan estretament relacionats amb la cultura mosteriana, i els seus estris eren produïts utilitzant ossos o fusta com a martells. El resultat són uns estris, fets d'os, menys avançats, si es comparen amb els d'Homo sapiens, que feia servir la pedra com a martell. Malgrat això, s'han trobat eines de pedra com destrals amb funcions específiques, ascles sofisticades o puntes de llança, que enganxaven amb resina. És molt difícil trobar restes d'objectes fets amb fusta, ja que és un material degradable; malgrat això, se sap que era un material utilitzat pels neandertals, que feien mànecs per a les destrals o llances de fusta de pal gruixut, que utilitzaven per a punxar els animals, però que pesaven massa per a ser llançades.

### Sumeris
Els sumeris conegueren i usaren llances amb puntes de bronze. Des del punt de vista militar hi ha mostres de grups de llancers formats en falanges. Una representació es pot veure a l'Estela dels voltors.

### Assiris
L'exèrcit assiri fou el primer en emprar armes de ferro, en particular fulles de llances. L'imperi assiri fou derrotat el 612 aC per una aliança de medes, perses, babilonis, cimmeris i escites (Batalla de Nínive).
Els assiris no eren fabricants d'armes. Les importaven del regne d'Urartu.

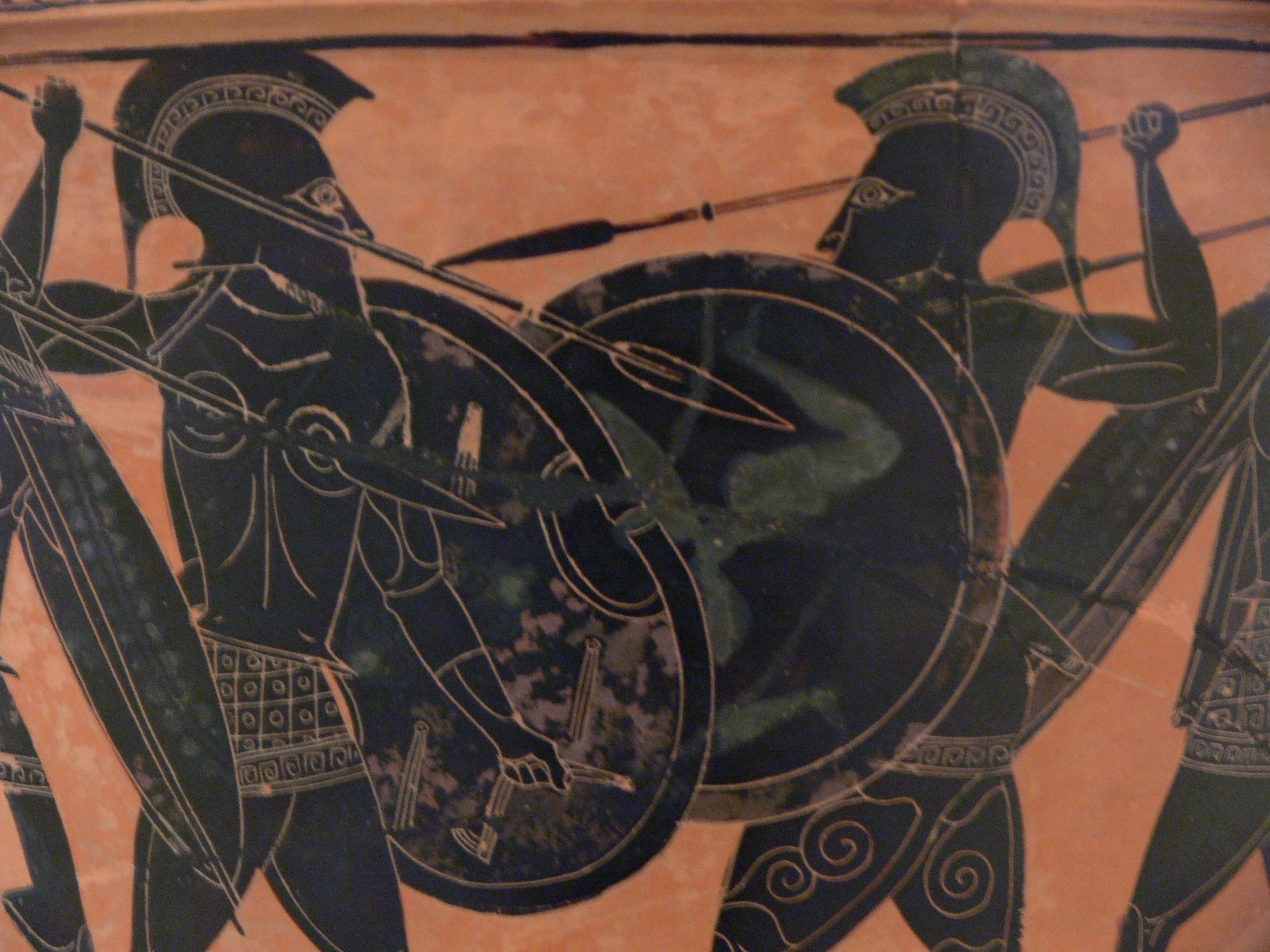
Hoplites lluitant amb els seus dorys.

### Les llances en lesGuerres mèdiques. 500-330 aC
El llarg període de les guerres mèdiques permet resumir l'ús dels diversos tipus de llances usades pels nombrosos pobles implicats en aquells conflictes.

#### Primera guerra mèdica
Va culminar en la batalla de Marató. Uns 11.000 grecs, molts d'ells hoplites armats amb llances llargues, derrotaren un exèrcit persa molt superior.

#### Segona guerra mèdica
L'armament dels grecs era el clàssic: hoplites (amb casc, cuirassa i escut) armats amb llances llargues, anomenades dorys. Els dorys tenien una llargària d'uns dos metres i mig, i tenien punta de ferro i contera o aristol de bronze punxegut.
Els pobles de l'exèrcit de Xerxes foren descrits per Heròdot, que va indicar la nacionalitat i l'armament defensiu i ofensiu de cadascun amb un cert detall.

## Documents

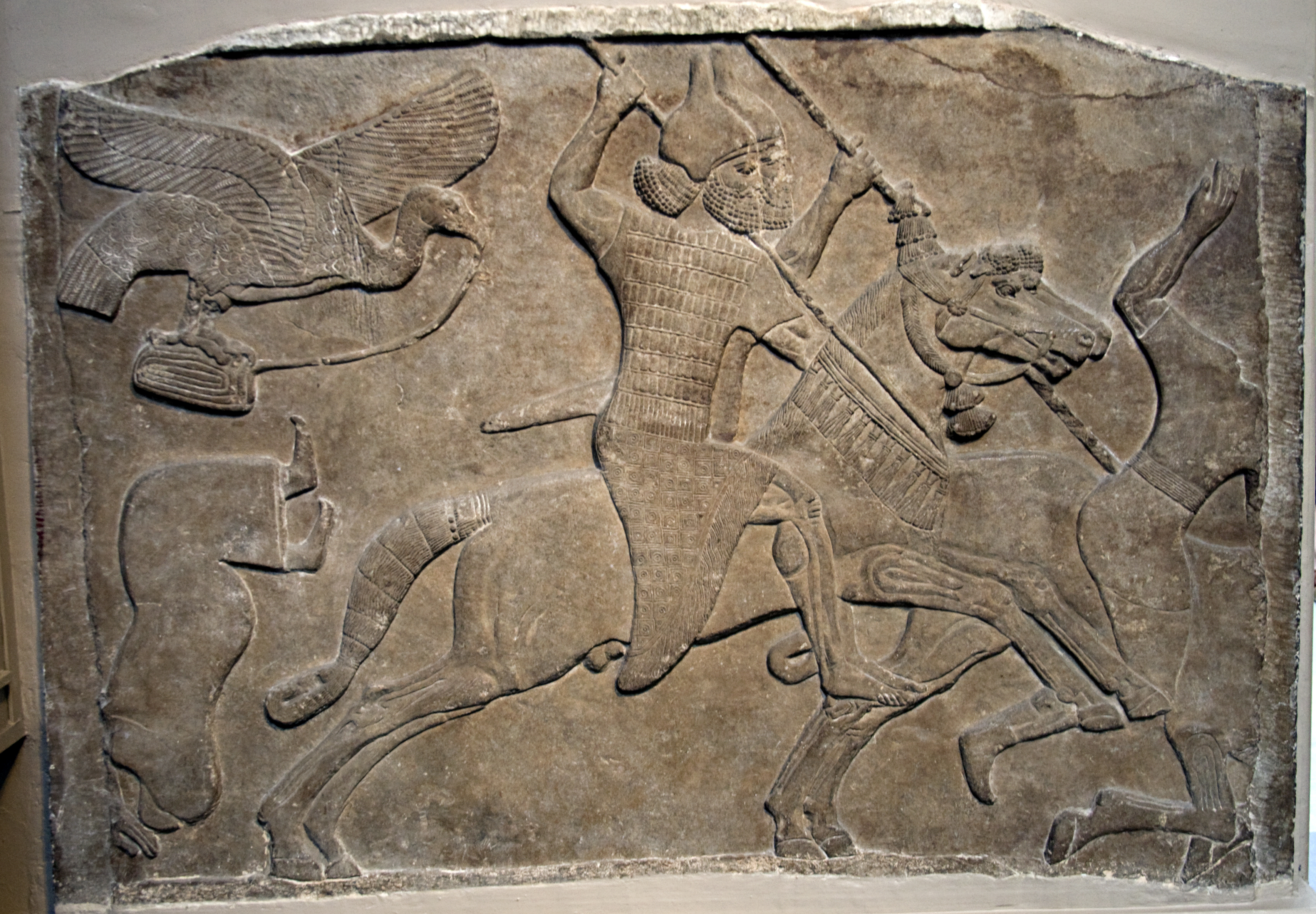
Genets assiris amb llances. Baix-relleu del palau de Nimrud. c728 aC

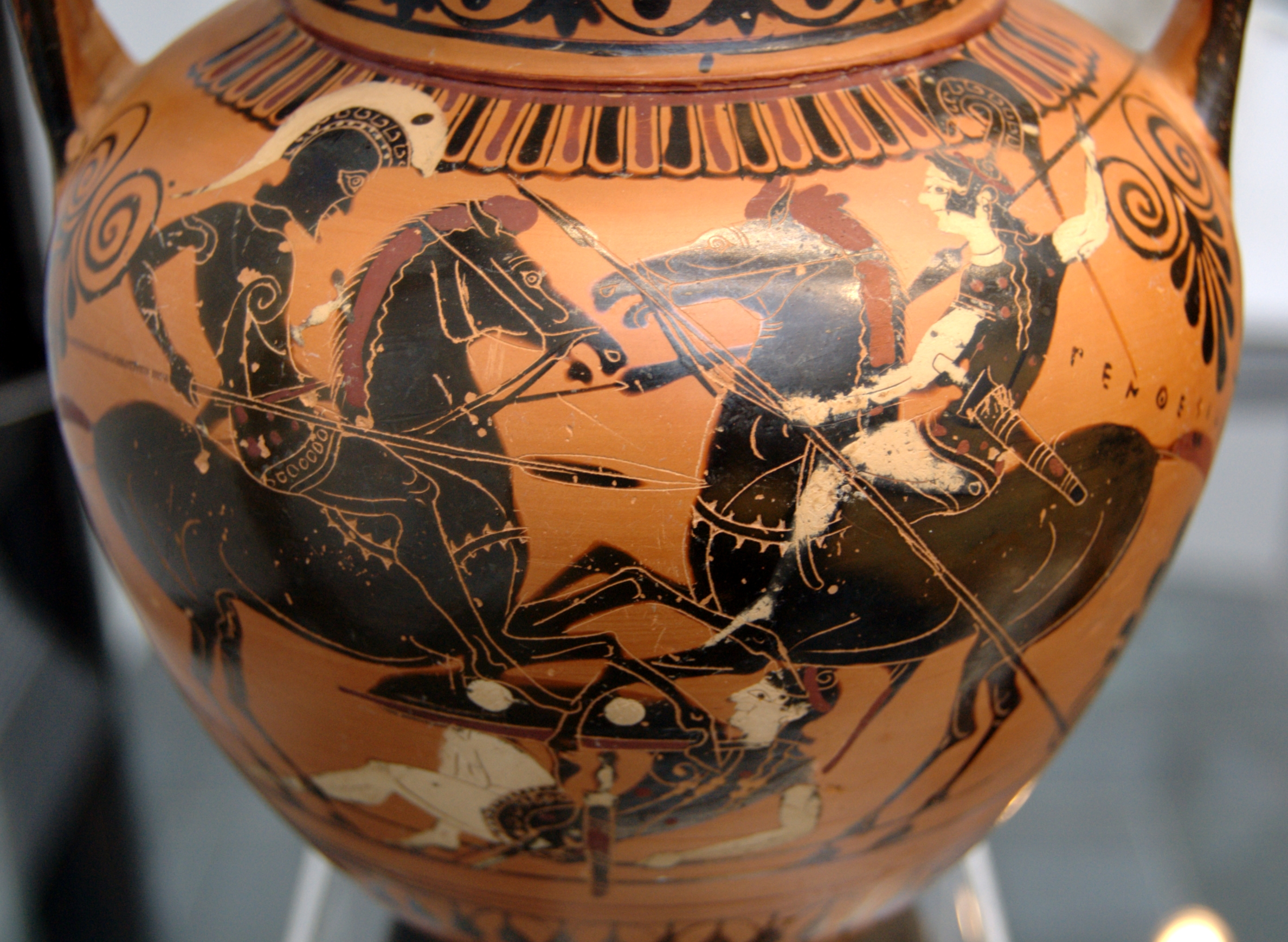
Aquil·les contra l'amazona Pentesilea.

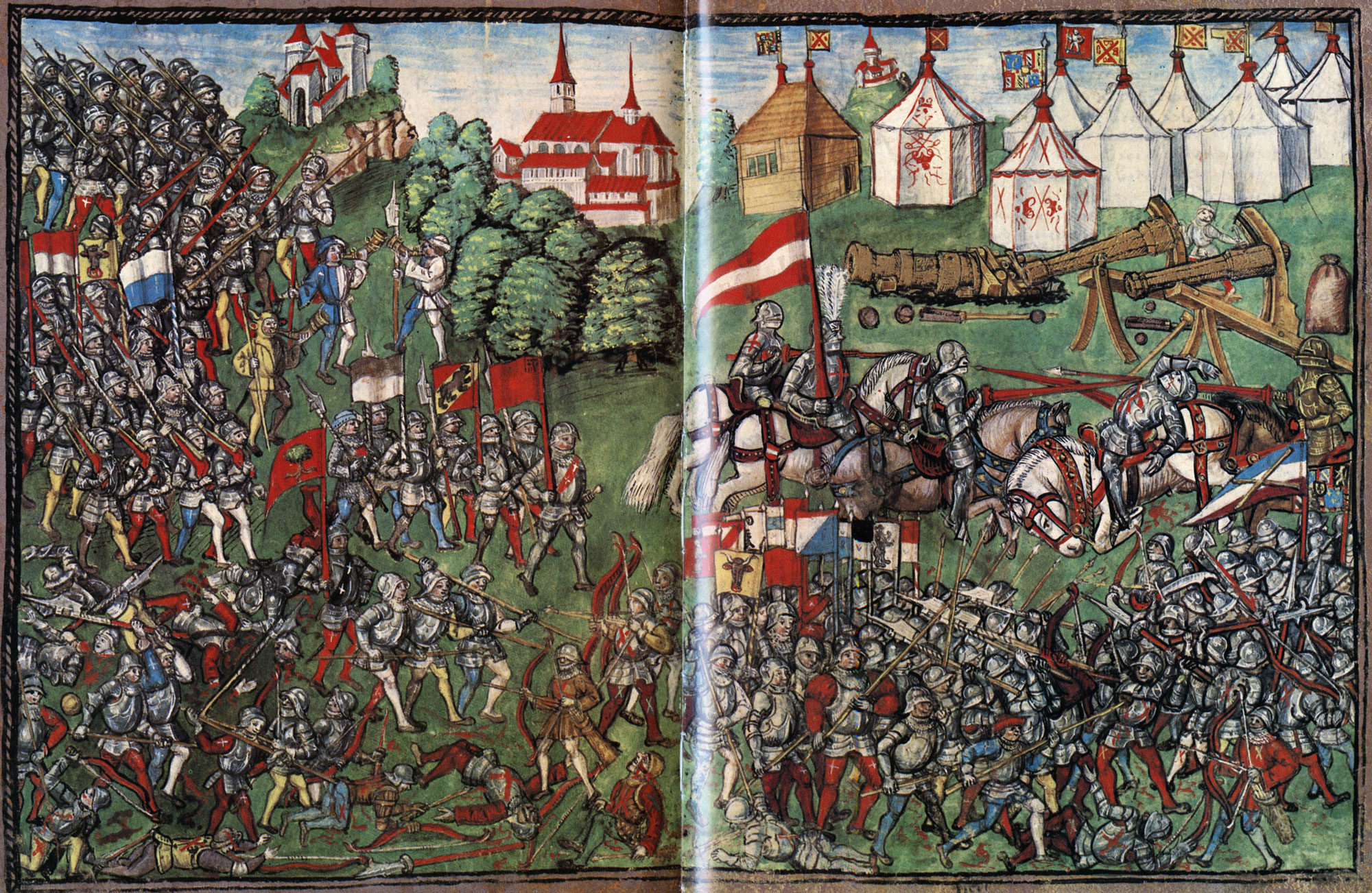
Representació de la batalla de Granson. 2 de març de 1476.

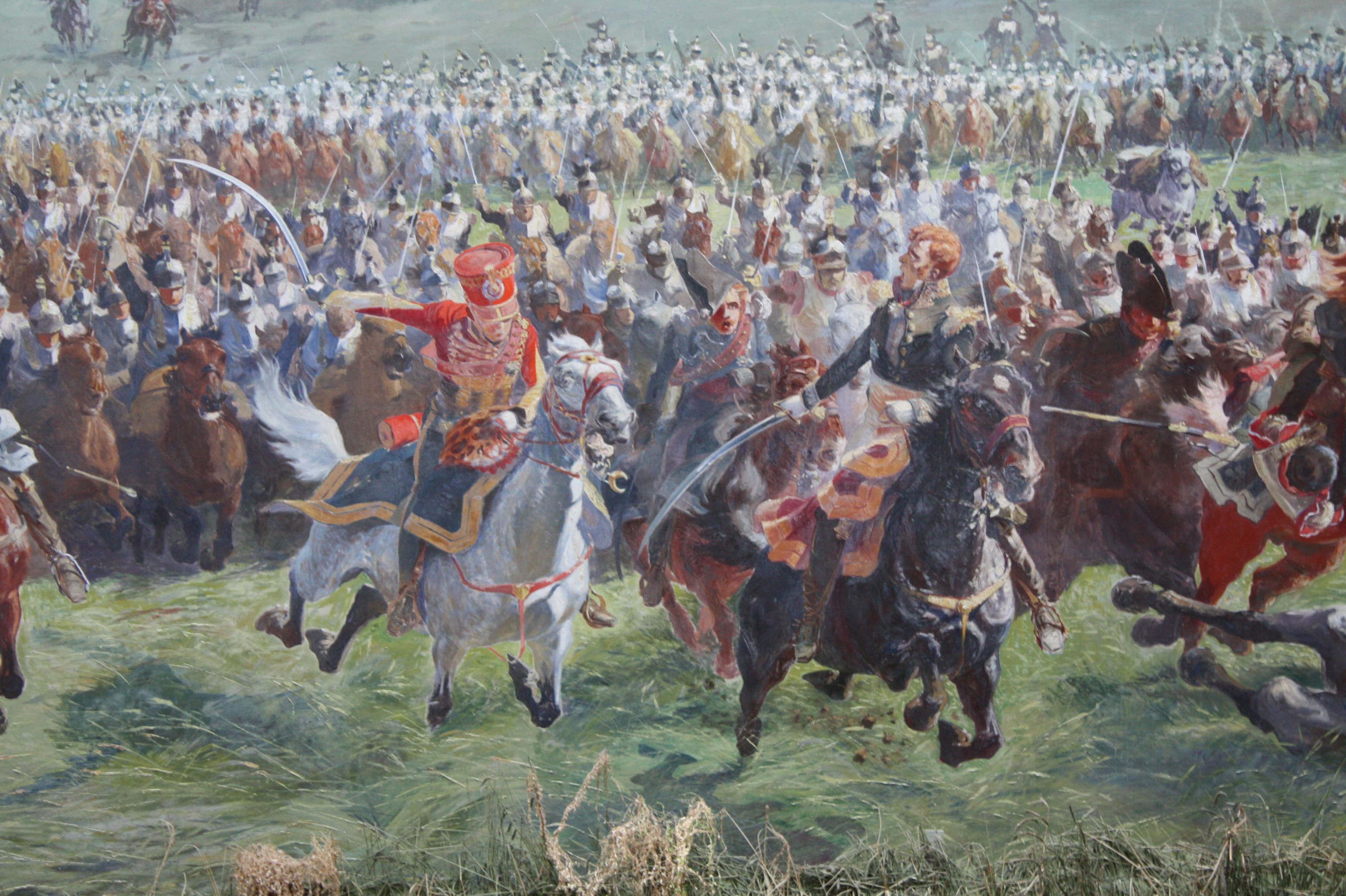
El Mariscal Ney encapçalant la càrrega dels "Llancers vermells", "Chévau-léger lanciers", a la batalla de Waterloo.

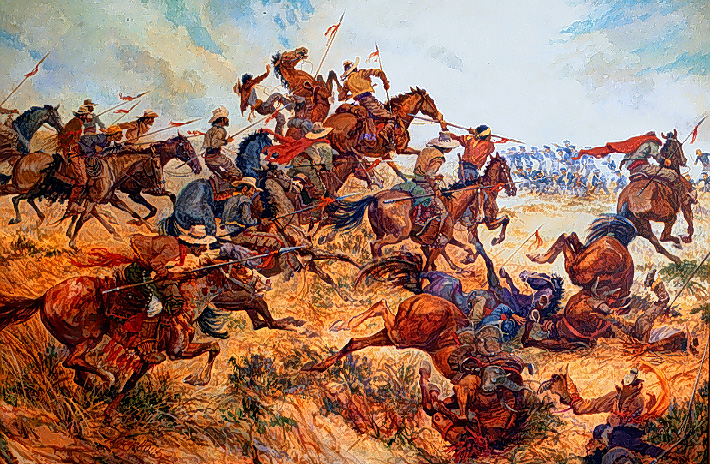
Pintura de la “Batalla de San Pascual”.

Sense rebutjar una exposició històrica tradicional i general, la llança es pot analitzar a partir de documents particulars.

### Des dels orígens fins al segle X
- Segle VIII aC, La Ilíada

| «                                       | Aleshores Hèctor va dir a l'irreprotxable Pelida: «Has fallat, i és que, Aquil·leu semblant als déus, res no sabies del meu destí per revelació de Zeus. I prou que tu ho afirmaves. En realitat, ets un xerraire i un forjador de mentides perquè jo et tingui por i m'oblidi de la meva fúria i del meu coratge. No em clavaràs la pica a l'espatlla mentre jo fujo, sinó que, enardit, enfonsa-me-la de dret en el pit, si una deïtat t'ho concedeix. Però ara evita la meva llança de bronze. Tant de bo penetri tota sencera en el teu cos. Per als troians, la guerra seria molt més lleu, si tu et morissis, perquè, per a ells, ets tu el turment més gros”. | » |
| — La mort d'Hèctor (La Ilíada, cant XX) | |   |

- 371 aC ? Xenofont, en la seva obra Hipàrquic (Oficial de cavalleria) preconitzava l'ús de dues javelines, preferibles a una llança llarga: “M’estimo més dues javelines que una llança llarga, trencadissa i difícil de manegar. Són més robustes i de fàcil maneig. Una es pot llançar i l'altra conservar per a combatre”.[52][53]

- 216 aC. En una descripció de la batalla de Cannes, Plutarc de Queronea parla de la mort de Marcel ferit per una llança: “ ... dels cònsols, fins que Crispi, ferit per dues javelines, gira brida i fuig, i Marcel cau amb els flancs travessat per una llança plana, que els llatins anomenen lancea”.[54]
  - La traducció anglesa diu: “Marcellus was run through the side with a broad spear (the Latin name for which is lancea)”.[55]

- 27 aC. Segons Aulus Gellius, Marcus Terentius Varro escrigué que el terme “lanceam” (llança) procedia de Hispania: “...lanceam quoque dixit non Latinum sed Hispanicum verbum esse”..[56]
- Entre els anys 115 i 116.

| «                                 | …non loricam Germano, non galeam; ne scuta quidem ferro, nervove firmata; sed viminum textus, sed tenuîs fucatas colore tabulas. Primam utcunque aciem hastatam; ceteris, praeusta aut brevia tela. ...els Germànics no usaven ni cuirasses ni elms; els seus escuts no estaven folrats de cuir ni reforçats amb ferro; només consistien en vímets trenats a mena de cistell, de parets primes i pintats de colors. La primera filera (de guerrers) portaven llances amb punta de ferro. Les fileres posteriors javelines curtes amb puntes endurides al foc. | » |
| — Annals (Tàcit). Llibre II, XIV. | |   |

### Des del segle X fins alseglexvi
- Cançó de Rotllan: “Entre ses poinz teneit sa hanste fraisnine” (Vers 720). Carlemany portava al puny la seva llança de freixe.[57]
- 1274-1276. Ramon Llull.

| «                                                         | “ Llança és donada a cavaller per significar veritat, car veritat és cosa dreta e no es torç, e veritat va davant a falsetat; e lo ferre de la llança significa la força que veritat ha sobre falsetat, e lo penó significa que veritat se demostra a tuit e que no ha paor de falsetat ni d'engan”. | » |
| — Llibre de l'orde de cavalleria. Ramon Llull. 1274-1276. | |   |

- 1283. Desafiament de Bordeus. Les ascones munteres foren emprades en el viatge per Pere el Gran i acompanyants.[58]
- 1283. Desclot dona el preu de les llances, en descriure el Combat de Malta. Una llança amb asta de freixe i amb el ferro fabrit (polit) costava un morabatí d'or.

| «                                          | Aquesta batalla dura tro a mig jorn; si que la huna part ne l'altra no sabia qual ne havia milloria; tant que les galeres dels Prohençals hagueren despeses les llances e les pedres e la calcina, e meseren mans a gitar los boxos dels morters. E quant los Catalans veren quels boxos e los morters los gitaven, conegueren que totes llurs armes havien despeses; e adonch cridaren: «Arago! Arago! via sus!». E prengueren vigoria, e combateren los molt forment; e gitaven los llances de frexa ab ferres febrits, que cascuna valia hun morabatí d'aur, e escones munteres; e donaven los de tals colps que nols valia guarniment ne cuyraces. Si que la galera de Berthomeu Bovi de Massella, qui era almirall, nol poch soferir; e axi com poch exis de la batalla ab set galeres de les sues, e fogiren fora del port. | » |
| — Capítol CXIII. Crònica de Bernat Desclot | |   |

- 1285. Batalla naval de Sant Feliu de Guíxols.

| «                           | E axi los prohomens en Ramon Marquet e en Berenguer Mallol hauien daço tastat, e jugaren segons que jugar deuien galees de Cathalans. E axi les galees estauen proa per proa, e les altres deu quels eren per popa, e no podien entrells entrar per los rems qui eren affranallats, e en les proes e en les popes veerets llances e darts trer que exien de ma dels Cathalans, qui tot quant aconseguiren passauen, e encara los ballesters jugauen, que sol treta non pecauen. E aquells de les galees den Guillem de Lodouia estauen ab la espasa o bordo en la ma, que alre no podien fer. E com ni hauia alcu qui preses llança o dart, sabien ne tant que ay tantost dauen del aristol com del ferro. E axi la ... | » |
| — Crònica de Ramon Muntaner | |   |

- 1285. Un almogàver guanya un combat a un cavaller francès tot armat, a Sicília.[59]

| «                                           | Ab tant lo cavaller se ana armar, ell e son cavall; e lo príncep feu retre al almugaver sa llança e son dart e son coltell e sa cintura; e fo amenat deffora en un camp. E totes les gents de la ost foren aqui, el príncep ab sos cavallers. Ab tant lo cavaller vench tot corrent tot armat en son cavall, e vench vers l'almugaver ab la llança denant, per tal quel feris; e l'almugaver, quel veu venir tot abrival vers ell, lexal se acostar, e trames li la scona als pits dels cavall, si que li'n mes be dos palms entre los pits e la espalla; e puix pres hun salt a travers, si quel cavaller lo erra al brocar, que nol poch ferir. El cavall caech en manlinent en terra. E aytantosl l'almugaver trach son coltell, e correch sobre el cavaller qui fo caygut en terra ab lo cavall, e va li desllasar son elm e vol lo degollar. Mas lo príncep correch lla e veda-lo-y, e dix li que son plet havia guanyat e quel lexas estar. | » |
| — Crònica de Bernat Desclot. Capítol CIII.) | |   |

- 1285.

| «                                                                                          | … un cavaller navarrés… viu que’l rei d'Aragó los faïa gran mal de ses mans, acostà's a ell e tramès-li una ascona muntera que portava en la mà, e donà-li tal colp sus en l'arçó primer de la sella, que de l'altra part li'n passà bé un dit... | » |
| — Literatura catalana antiga (cita de la crònica de Bernat Desclot). Joaquim Molas. 1961.) | |   |

- 1310-1312. Segons la Crònica de Dino Compagni, Messer Corso Donati, (cap dels güelfs negres de Florència) va morir d'una estocada de llança catalana a la gola.[60][61]

### Anys 1500-1700

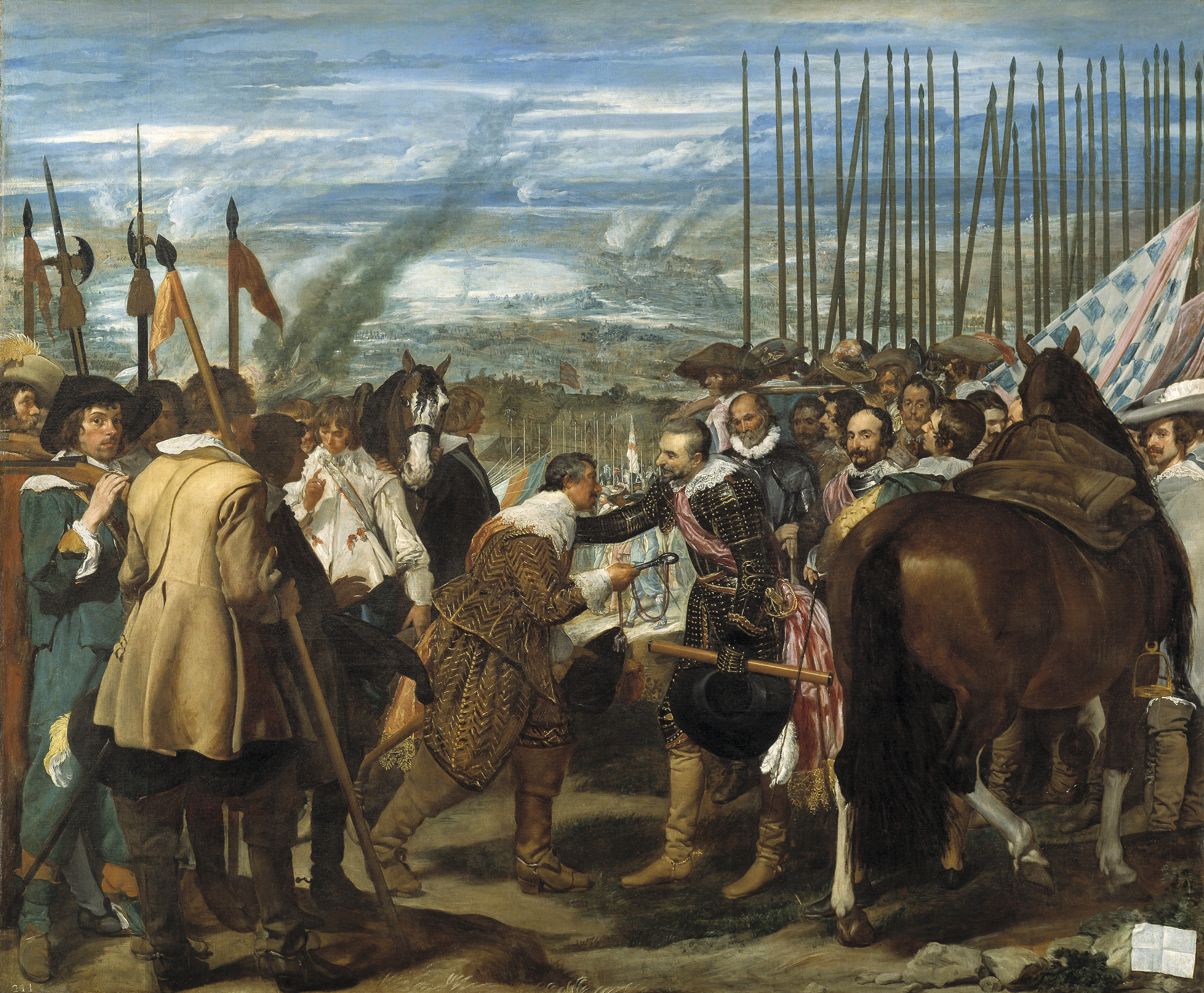
La rendició de Breda.

- 1506. En una de les obres de Antoni de Capmany de Montpalau i de Surís (DEL ARMAMENTO Y EXPEDICION DEL REY D. FERNANDO EL CATOLICO AL REYNO DE NÁPOLES EN 1506. Inventari de la Galera Real, apellada S. Johan Baptista y S. Johan Evangelista),[62] s'esmenten (traduïdes al castellà) les armes següents:
- 125 lanzas manesgas
- 12 lanzas de hierro largas “fabudas” para la proa
- 4 partesanas “fabudas” para la popa

…
- 100 celadas, 12 de ellas “fabudas” y las otras vernizadas.

La transcripció de Capmany només té sentit si hom substitueix “fabudas” per “fabrides” (que val tant com dir “polides”, denominació contraposada a “vernissades” o "envernissades").
- 1521. Niccolò di Bernardo dei Machiavelli, en la seva obra “Dell'arte della guerra” va parlar sobre els infants armats amb llances de la seva època: “Hanno i fanti, per loro difesa, uno petto di ferro e, per offesa, una lancia nove braccia lunga, la quale chiamano picca, ...[63][64]
- 1559. Enric II de França va morir a París per culpa d'una ferida de llança a l'ull quan lluitava en un torneig contra Gabriel de Montgomery; torneig celebrat amb motiu de les núpcies de la seva filla Isabel amb Felip II de Castella.[65][66]

- 1600. Obra de cavalleria: “Compendio dell'heroica arte di cavalleria”. Alessandro Massari. El llibre recomana les llances fortes, gruixudes i de proporcions allargades. I portar-la ben agafada i reposant sobre la cuixa dreta. En general considera la llança antiquada per a la guerra.[67]
- 1615. Johan Jakob von Wallhausen: Kriegskunst zu Fusz.[68]
- 1615. L'Art Militaire pour L'Infanterie . Johan Jakob von Wallhausen.[69]

- 1616. L'obra “Le gouvernement de la cavallerie legere”, de George Basta indica la necessitat de cavalls de primera qualitat i un bon entrenament per als llancers a cavall. I la dificultat de reclutar llancers adequats. Una manera de manera de menystenir el seu ús en la guerra.[70]
- 1634. La pintura de Velázquez La rendició de Breda mostra la llargària de les piques espanyoles de la formació en la cerimònia de rendició de la ciutat indicada (1625).[71]
- 1643. “Exercicios de la Gineta al príncipe nuestro señor D. Baltasar Carlos”. De Gregorio de Tapia Salzedo. Aquesta obra parla de les llances per a cavallers de la “gineta”:
  - “Lança: Para las veras ha de ser de fresno muy ligera, de diez y ocho palmos y el hierro de hoja de oliva, con gallardetes y cordones…también suelen poner una bola en el quento de la lança, con espiga muy fuerte para no perderla…Para las fiestas a de ser la lança de pino y el hierro de mojarra, y la medida de 16 a 17 palmos, con gallardetes. Las lanças de que su Magestad usa en el campo son de pino de Cuenca o Balsain vetiderecho, redonda o ochavada para que pegue más el guante…”.[72]

### Anys 1700-1900
- 1737. Llances índies de bambú.[73]

Soldat de Califòrnia. Dragó de cuera amb tot l'armament.

Guerrers comanxes armats amb llances. Oest de Texas, prop de 1830.

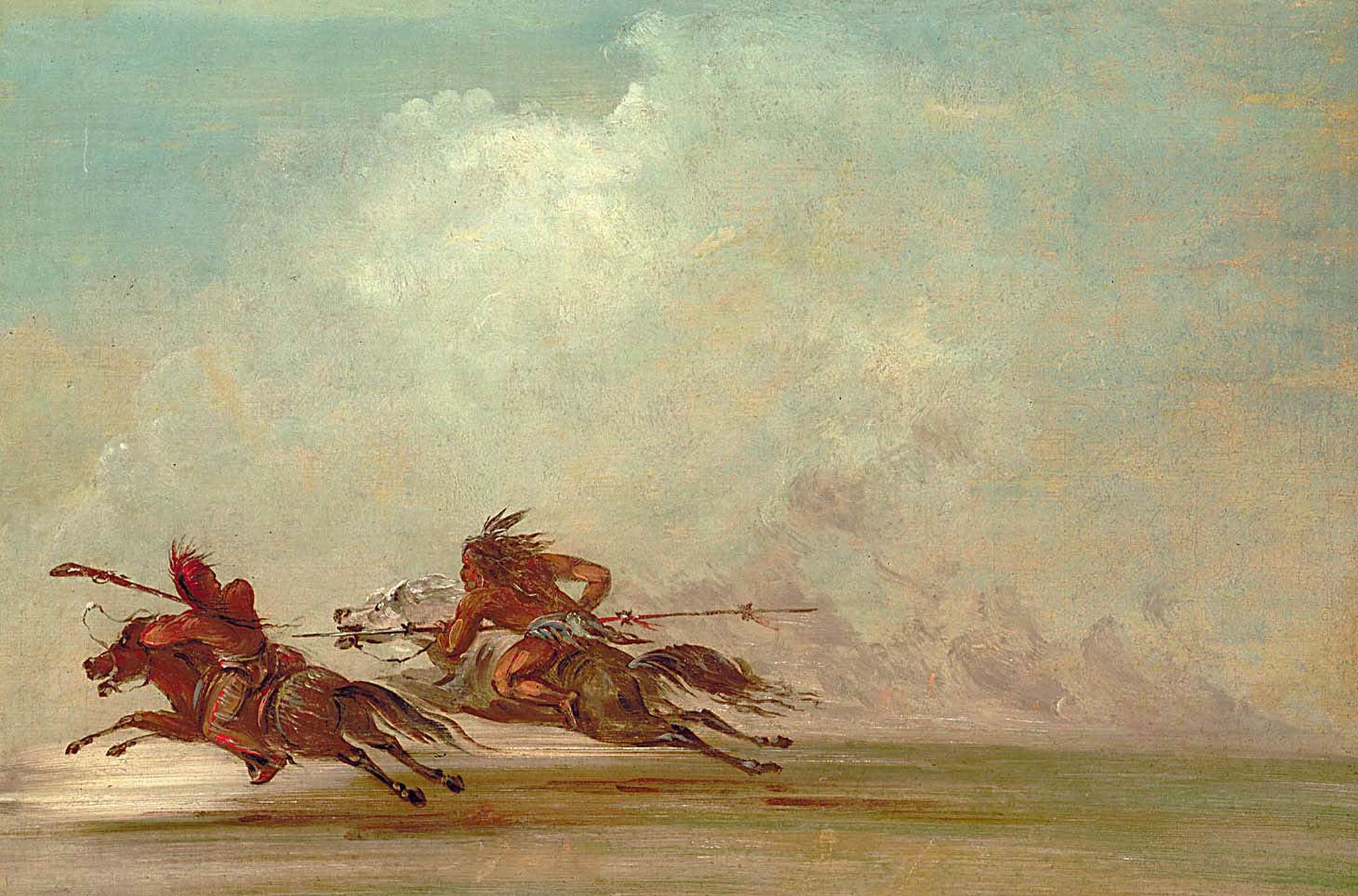
Guerra a les planures. Comanxe (dreta) intenta llancejar un guerrer osage. Pintura per George Catlin, 1834

- 1767. “Instruccion metódica, y elemental para la tactica, manejo, y disciplina de la cavalleria, y dragones”, por el coronel de dragones don Garcia Ramírez de Arellano.[74]
- 1770. Dragons "de la Cuera" de Califòrnia lloats per Miquel Constançó.[75]

| « | Los Soldados del Presidio de Californias, de quienes la justicia y la equidad nos obligan a decir, que trabajaron infinito en esta Expedición, usan de dos géneros de armas, ofensivas y defensivas : las defensivas son la Cuera y la Adarga … sus armas ofensivas son la lanza, que manejan diestramente a caballo, una espada ancha, y una Escopeta corta que llevan metida y afianzada en su funda. Son Hombres de mucho aguante, y sufrimiento en la fatiga; obedientes, resueltos, ágiles, y no dificultamos decir que son los mayores Ginetes del Mundo, y de aquellos Soldados que mejor ganan el Pan al Augusto Monarca a quien sirven. | » |
| — Diario histórico de los viages de mar, y tierra hechos al norte de la California. Miquel Constançó. 1770.) | |   |

- 1812, 1816, 1823. Models oficials de llances franceses.[76][77]
- 1815. Batalla de Waterloo.[78]
- 1829. Elogi de les llances índies (per a llancers militars a cavall) amb asta de bambú.[79]
- 1844."Manejo de armas para la caballería: aprobado por S. M. en 18 de mayo de 1844".[80]
- 1846. Setge de Los Angeles
- 1846. Batalla de San Pascual. Fou un combat en el decurs de la Intervenció nord-americana a Mèxic entre 150 soldats nord-americans i 75 genets californios, comandats per Andrés Pico. Els californios anaven armats amb llances i llaços escorredors i obtingueren una victòria clara que no tingué conseqüències en la campanya general.[81][82]
- 1854. Batalla de Balaklava
- 1870. “Una excursión a los indios ranqueles”. Lucio Victorio Mansilla. “El indio avanzaba hacia nosotros, haciendo molinetes con su larga lanza, adornada de un gran penacho encarnado de plumas de flamenco”.[83]

### Anys 1900-2000
- 1905. “Lanza metálica modelo 1905” espanyola. Asta de tub d'acer amb vuit canals interns (per a donar rigidesa sense augmentar el pes; Vegeu Vinclament per abonyegadura). Longitud total 3 metres. Pes 2,25 kg.[84]
- 1915. Llança argentina amb asta de coligüe. Segons Decret del 12/01/1915 de la “Dirección General de Arsenales de Guerra”. Longitud total de 2.850 mm. Pes total de 1.600 grams.

## Tradicions i expressions derivades de la llança

### Subjugar
Subjugar, en el senti de sotmetre o fer passar sota el jou, està relacionat amb el costum romà de fer passar els enemics, vençuts i desarmats, sota un jou simbòlic format per tres llances: dues de verticals clavades a terra i una d'horitzontal lligada a les anteriors, de manera a obligar els sotmesos a acotar el cap al passar.
- Els mateixos romans hagueren de patir aquesta cerimònia humiliant després de la batalla de les Forques Caudines.[85]

### Subhasta
Deriva del llatí “sub hastam”, sota una llança. Vendre a l'encant amb el senyal d'una llança vertical plantada a terra.

### "Hasta pura"
Una “hasta pura” era una condecoració romana concedida a oficials o soldats per mèrits especials. Físicament consistia en una llança sense punta o amb una punta decorativa. Hi ha controvèrsia entre els mèrits susceptibles de ser recompensats amb una “hasta pura” i la mateixa forma del trofeu.

### ”Primus pilus”
El “primus pilus”, primera llança en llatí, era el centurió de la primera centúria de la primera cohort d'una legió romana.

### ”Punta de llança”
“Ser la punta de llança” d'un moviment o d'un camp determinat en expansió vol dir “ser l'avantguarda”. I encara més: “la punta de l'avantguarda”.

### ”Poner una pica en Flandes”
Sinònim de “tasca molt difícil”.
Portar una pica (de fet un soldat armat amb una pica) a Flandes des d'Espanya era una tasca molt difícil. Deixant de banda la necessitat de disposar d'un soldat equipat, calia portar-lo cap a Flandes: des de Barcelona cap a Gènova per mar i fins a Flandes pel Camí dels espanyols.

### ”Freelance”
Els treballadors independents són anomenats “freelance” en anglès. L'origen del teme ha estat atribuït a la novel·la Ivanohe de Walter Scott. El cert és que hi ha una obra anterior que usa l'expressió.
L'antiga denominació que indicava cavallers mercenaris es va transformar en la que coneixem actualment, referint-se als treballadors independents. Expressió molt coneguda i usada sense traduir.

## Detalls puntuals

### Llances andalusines
Segons l'autor de referència, els musulmans andalusins usaven llances amb puntes simplement encaixades. Si la punta es quedava clavada i travada al cos o una part de l'adversari, el llancer a cavall podia enretirar l'asta sense ser arrossegat i descavalcat. Només li calia muntar una punta de llança de reserva i tornar a la lluita.